# Чемпионат Чехии по фигурному катанию

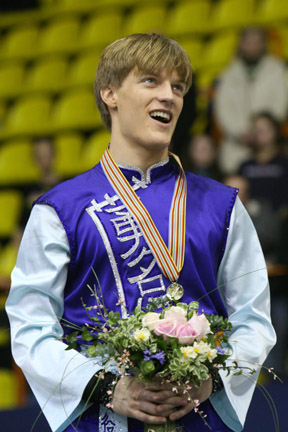
Десятикратный чемпион Чехии Томаш Вернер.

Чемпионат Чехии по фигурному катанию — ежегодное соревнование по фигурному катанию среди чешских фигуристов.
Спортсмены соревнуются в мужском и женском одиночном катании, парном фигурном катании и в спортивных танцах на льду. В последние годы соревнования по парному катанию не проводятся из-за отсутствия спортсменов в этой категории.
В 2007 и 2008 годах, для экономии денежных средств и в связи с малым количеством спортсменов, чемпионат проводился совместно с чемпионатом Словакии, а в 2009 году к турниру присоединились спортсмены Польши, а в 2014 году фигуристы Венгрии.

## Медалисты

### Мужчины
| медалисты в мужском одиночном катании | медалисты в мужском одиночном катании | медалисты в мужском одиночном катании | медалисты в мужском одиночном катании | медалисты в мужском одиночном катании |
| ------------------------------------- | ------------------------------------- | ------------------------------------- | ------------------------------------- | ------------------------------------- |
| Год                                   | Место проведения                      | Золото                                | Серебро                               | Бронза                                |
| 1994                                  |                                       | Ярослав Достал                        |                                       |                                       |
| 1995                                  |                                       | Ярослав Сухи                          |                                       |                                       |
| 1996                                  |                                       | Радек Горак                           |                                       |                                       |
| 1997                                  |                                       | Карел Некола                          |                                       |                                       |
| 1998                                  | Брно                                  | Радек Горак                           | Петр Ярос                             | Карел Некола                          |
| 1999                                  | Карвина                               | Лукаш Раковский                       | Радек Горак                           | Карел Некола                          |
| 2000                                  | Млада-Болеслав                        | Лукаш Раковский                       | Радек Горак                           | Томаш Шром                            |
| 2001                                  | Млада-Болеслав                        | Лукаш Раковский                       | Томаш Вернер                          | Томаш Шром                            |
| 2002                                  | Карвина                               | Томаш Вернер                          | Лукаш Раковский                       | Радек Горак                           |
| 2003                                  | Брно                                  | Томаш Вернер                          | Лукаш Раковский                       | Ондржей Готарек                       |
| 2004                                  | Градец-Кралове                        | Томаш Вернер                          | Михал Матлох                          | Ондржей Готарек                       |
| 2005                                  | Острава                               | Томаш Янечко                          | Михал Матлох                          | Лукаш Раковский                       |
| 2006                                  | Ческе-Будеёвице                       | Томаш Вернер                          | Павел Кашка                           | Лукаш Раковский                       |
| 2007                                  | Либерец                               | Томаш Вернер                          | Павел Кашка                           | Томаш Янечко                          |
| 2008                                  | Тренчин                               | Томаш Вернер                          | Михал Бржезина                        | Павел Кашка                           |
| 2009                                  | Тршинец                               | Павел Кашка                           | Михал Матлох                          | Пётр Бидар                            |
| 2010                                  | Цешин                                 | Михал Бржезина                        | Томаш Вернер                          | Павел Кашка                           |
| 2011                                  | Жилина                                | Томаш Вернер                          | Михал Бржезина                        | Павел Кашка                           |
| 2012                                  | Острава                               | Томаш Вернер                          | Михал Бржезина                        | Павел Кашка                           |
| 2013                                  | Цешин                                 | Томаш Вернер                          | Павел Кашка                           | Марцо Закоурил                        |
| 2014                                  | Братислава                            | Томаш Вернер                          | Михал Бржезина                        | Петр Цоуфал                           |
| 2015                                  | Будапешт                              | Михал Бржезина                        | Петр Цоуфал                           | Павел Кашка                           |
| 2016                                  | Тршинец                               | Михал Бржезина                        | Иржи Белоградский                     | Пётр Котларик                         |
| 2017                                  | Катовице                              | Иржи Белоградский                     | Матиас Белоградский                   | Томас Купка                           |
| 2018                                  | Кошице                                | Иржи Белоградский                     | Матиас Белоградский                   | Пётр Котларик                         |
| 2019                                  | Будапешт                              | Матиас Белоградский                   | Пётр Котларик                         | Даниэль Мразек                        |
| 2020                                  | Острава                               | Михал Бржезина                        | Матиас Белоградский                   | Иржи Белоградский                     |
| 2021                                  | Цешин                                 | Иржи Белоградский                     | Георгий Рештенко                      | Не было других участников             |

### Женщины
| Медалисты в женском одиночном катании | Медалисты в женском одиночном катании | Медалисты в женском одиночном катании | Медалисты в женском одиночном катании | Медалисты в женском одиночном катании |
| ------------------------------------- | ------------------------------------- | ------------------------------------- | ------------------------------------- | ------------------------------------- |
| Год                                   | Место проведения                      | Золото                                | Серебро                               | Бронза                                |
| 1994                                  |                                       | Ирена Земанова                        |                                       |                                       |
| 1995                                  |                                       | Катержина Беранкова                   |                                       |                                       |
| 1996                                  |                                       | Ленка Кулована                        |                                       |                                       |
| 1997                                  |                                       | Ленка Кулована                        |                                       |                                       |
| 1998                                  | Брно                                  | Ленка Кулована                        | Katerina Blohonova                    | Вероника Скалицкая                    |
| 1999                                  | Карвина                               | Аннетт Дытртова                       | Вероника Дытртова                     | Петра Лехка                           |
| 2000                                  | Млада-Болеслав                        | Эва Худа                              | Ленка Шениглова                       | Вероника Дытртова                     |
| 2001                                  | Млада-Болеслав                        | Луция Краусова                        | Ленка Шениглова                       | Вероника Дытртова                     |
| 2002                                  | Карвина                               | Луция Краусова                        | Вероника Дытртова                     | Ленка Шениглова                       |
| 2003                                  | Брно                                  | Луция Краусова                        | Петра Лукачикова                      | Марта Климова                         |
| 2004                                  | Градец-Кралове                        | Петра Лукачикова                      | Ивана Гудзиэцова                      | Дина Бабицка                          |
| 2005                                  | Острава                               | Петра Лукачикова                      | Павла Скоталова                       | Ивана Гудзиэцова                      |
| 2006                                  | Ческе-Будеёвице                       | Ивана Гудзиэцова                      | Петра Лукачикова                      | Гана Харыпарова                       |
| 2007                                  | Либерец                               | Ивана Гудзиэцова                      | Нелла Симаова                         | Клара Новакова                        |
| 2008                                  | Тренчин                               | Нелла Симаова                         | Гана Харыпарова                       | Клара Новакова                        |
| 2009                                  | Тршинец                               | Нелла Симаова                         | Ивана Гудзиэцова                      | Мартина Боцек                         |
| 2010                                  | Цешин                                 | Мартина Боцек                         | Ивана Бузкова                         | Нелла Симаова                         |
| 2011                                  | Жилина                                | Мартина Боцек                         | Кристина Косткова                     | Элишка Бржезинова                     |
| 2012                                  | Острава                               | Элишка Бржезинова                     | Клара Светликова                      | Настасья Лобачевская                  |
| 2013                                  | Цешин                                 | Лаура Расзыкова                       | Клара Светликова                      | Яна Цоуфалова                         |
| 2014                                  | Братислава                            | Элишка Бржезинова                     | Елизавета Уколова                     | Яна Цоуфалова                         |
| 2015                                  | Будапешт                              | Элишка Бржезинова                     | Елизавета Уколова                     | Яна Цоуфалова                         |
| 2016                                  | Тршинец                               | Элишка Бржезинова                     | Михаэла Луция Ганзликова              | Анна Душкова                          |
| 2017                                  | Катовице                              | Михаэла Луция Ганзликова              | Элишка Бржезинова                     | Натали Кратенова                      |
| 2018                                  | Кошице                                | Элишка Бржезинова                     | Дойун Ко                              | Михаэла Луция Ганзликова              |
| 2019                                  | Будапешт                              | Элишка Бржезинова                     | Клара Степанова                       | Анета Яничкова                        |
| 2020                                  | Острава                               | Элишка Бржезинова                     | Никола Рыхтаржикова                   | Катерина Фрицова                      |
| 2021                                  | Цешин                                 | Элишка Бржезинова                     | Никола Рыхтаржикова                   | Олюша Гайдошова                       |

### Пары
| Медалисты в парном катании | Медалисты в парном катании | Медалисты в парном катании            | Медалисты в парном катании               | Медалисты в парном катании        |
| -------------------------- | -------------------------- | ------------------------------------- | ---------------------------------------- | --------------------------------- |
| Год                        | Место проведения           | Золото                                | Серебро                                  | Бронза                            |
| 1994                       |                            | Радка Коваржикова / Рене Новотны      |                                          |                                   |
| 1995                       |                            | Вероника Йоукалова / Отто Длабола     |                                          |                                   |
| 1996                       |                            | Вероника Йоукалова / Отто Длабола     |                                          |                                   |
| 1997                       |                            | Павла Рочкова / Мартин Дивиш          |                                          |                                   |
| 1998                       |                            | Катержина Беранкова / Отто Длабола    | не было других соревнующихся             | не было других соревнующихся      |
| 1999                       | Брно                       | Катержина Беранкова / Отто Длабола    | не было других соревнующихся             | не было других соревнующихся      |
| 1999                       | Карвина                    | Катержина Беранкова / Отто Длабола    | не было других соревнующихся             | не было других соревнующихся      |
| 2000                       | Млада-Болеслав             | Катержина Беранкова / Отто Длабола    | Михаэла Крутская / Марек Седлмаер        | не было других соревнующихся      |
| 2001                       | Млада-Болеслав             | Михаэла Крутская / Марек Седлмаер     | Радка Златоглавкова / Карел Штефл        | не было других соревнующихся      |
| 2002                       | Карвина                    | Катержина Беранкова / Отто Длабола    | Вероника Гавличкова / Карел Штефл        | не было других соревнующихся      |
| 2003                       | Брно                       | Катержина Беранкова / Отто Длабола    | Андреа Варгова / Марек Седлмаер          | Адела Зилварова / Мирослав Вернер |
| 2004                       | Градец-Кралове             | Катержина Беранкова / Отто Длабола    | Вероника Гавличкова / Карел Штефл        | не было других соревнующихся      |
| 2005                       | Острава                    | не было участников                    | не было участников                       | не было участников                |
| 2006                       | Ческе-Будеёвице            | Ольга Прокуронова / Карел Штефл       | не было других соревнующихся             | не было других соревнующихся      |
| 2007—2010                  | не было участников         | не было участников                    | не было участников                       | не было участников                |
| 2011                       | Жилина                     | Клара Кадлецова / Петр Бидарж         | Александра Гербрикова / Александр Забоев | не было других соревнующихся      |
| 2012                       | Острава                    | Александра Гербрикова / Руди Халмаэрт | не было других соревнующихся             | не было других соревнующихся      |
| 2013—2019                  | не было участников         | не было участников                    | не было участников                       | не было участников                |
| 2020                       | Острава                    | Елизавета Жук / Мартин Бидарж         | не было других соревнующихся             | не было других соревнующихся      |
| 2021                       | Цешин                      | Елизавета Жук / Мартин Бидарж         | не было других соревнующихся             | не было других соревнующихся      |

### Танцы
| Медалисты в танцах на льду | Медалисты в танцах на льду | Медалисты в танцах на льду         | Медалисты в танцах на льду         | Медалисты в танцах на льду        |                              |
| -------------------------- | -------------------------- | ---------------------------------- | ---------------------------------- | --------------------------------- | ---------------------------- |
| Год                        | Место проведения           | Золото                             | Серебро                            | Бронза                            |                              |
| 1994                       |                            | Катержина Мразова / Мартин Шимечек |                                    |                                   |                              |
| 1995                       |                            | Катержина Мразова / Мартин Шимечек | Шарка Вондркова / Лукаш Крал       |                                   |                              |
| 1996                       |                            | Катержина Мразова / Мартин Шимечек | Шарка Вондркова / Лукаш Крал       |                                   |                              |
| 1997                       |                            | Шарка Вондркова / Лукаш Крал       |                                    |                                   |                              |
| 1998                       | Брно                       | Катержина Мразова / Мартин Шимечек | Шарка Вондркова / Лукаш Крал       | Алена Крамплова / Ян Нерад        |                              |
| 1999                       | Карвина                    | Габриэла Гразска / Иржи Прохазка   | Катержина Ковалова / Давид Сзурман | Мартина Кварцакова / Ота Яндейсек |                              |
| 2000                       | Млада-Болеслав             | Катержина Ковалова / Давид Сзурман | Мартина Кварцакова / Ота Яндейсек  | не было других соревнующихся      |                              |
| 2001                       | Млада-Болеслав             | Катержина Ковалова / Давид Сзурман | Вероника Моравкова / Иржи Прохазка | Мартина Кварцакова / Ота Яндейсек |                              |
| 2002                       | Карвина                    | Вероника Моравкова / Иржи Прохазка | Катержина Ковалова / Давид Сзурман | не было других соревнующихся      |                              |
| 2003                       | Брно                       | Вероника Моравкова / Иржи Прохазка | Петра Пахлова / Петр Кнотг         | не было других соревнующихся      |                              |
| 2004                       | Градец-Кралове             | Петра Пахлова / Петр Кнотг         | Диана Яноштякова / Иржи Прохазка   | не было других соревнующихся      |                              |
| 2005                       | Острава                    | Диана Яноштякова / Иржи Прохазка   | Петра Пахлова / Петр Кнотг         | не было других соревнующихся      |                              |
| 2006                       | Ческе-Будеёвице            | Камила Гайкова / Давид Винцоур     | не было других соревнующихся       | не было других соревнующихся      |                              |
| 2007                       | Либерец                    | Камила Гайкова / Давид Винцоур     | не было других соревнующихся       | не было других соревнующихся      |                              |
| 2008                       | Тренчин                    | Камила Гайкова / Давид Винцоур     | Луция Мысливечкова / Матей Новак   | не было других соревнующихся      |                              |
| 2009                       | Тршинец                    | Камила Гайкова / Давид Винцоур     | Луция Мысливечкова / Матей Новак   | не было других соревнующихся      |                              |
| 2010                       | Цешин                      | Камила Гайкова / Давид Винцоур     | не было других соревнующихся       | не было других соревнующихся      |                              |
| 2011                       | Жилина                     | Луция Мысливечкова / Матей Новак   | не было других соревнующихся       | не было других соревнующихся      |                              |
| 2012                       | Острава                    | Габриэлла Кубова / Дмитрий Киселёв | Луция Мысливечкова / Нил Браун     | Каролина Прохазкова / Михал Чешка |                              |
| 2013                       | Цешин                      | Луция Мысливечкова / Нил Браун     | Габриэлла Кубова / Матей Новак     | не было других соревнующихся      | не было других соревнующихся |
| 2014                       | Братислава                 | Луция Мысливечкова / Нил Браун     | не было других соревнующихся       | не было других соревнующихся      |                              |
| 2015                       | Будапешт                   | Кортни Мансур / Михал Чешка        | не было других соревнующихся       | не было других соревнующихся      |                              |
| 2016                       | не было участников         | не было участников                 | не было участников                 | не было участников                |                              |
| 2017                       | Катовице                   | Кортни Мансур / Михал Чешка        | Николь Кузьмич / Александр Синицын | не было других соревнующихся      | не было других соревнующихся |
| 2018                       | Кошице                     | Кортни Мансур / Михал Чешка        | не было других соревнующихся       | не было других соревнующихся      |                              |
| 2019—2021                  | не было участников         | не было участников                 | не было участников                 | не было участников                |                              |